# کایالجا
کایالجا (به لاتین: Kayaldzha) یک منطقه مسکونی در جمهوری آذربایجان است که در شهرستان آب‌شوران واقع شده است.